# Miloš Kostić
Miloš Kostić (Ljubljana, 23 november 1971) is een Sloveens voetbalcoach. 

## Carrière
Nadat hij enkele Sloveense nationale jeugdelftallen coachte, was Kostić tussen 2013 en 2015 de assistent van Slaviša Stojanovič bij Rode Ster Belgrado en Lierse SK. Nadien werd hij hoofdtrainer in Slovenië (NK Krka), Bosnië en Herzegovina (FK Željezničar Sarajevo), Griekenland (Acharnaikos FC, Iraklis FC, AO Trikala), Albanië (Luftëtari Gjirokastër) en België (Sint-Truidense VV).
Bij STVV werd hij in januari 2020 de opvolger van interim-trainer Nicky Hayen, die op zijn beurt Marc Brys had vervangen. Al snel werd geopperd dat Kostić zou fungeren als tussenpaus voor de Australiër Kevin Muscat, die eveneens in januari 2020 werd binnengehaald door de Truienaars, maar toen nog niet het juiste trainersdiploma had en in afwachting daarvan als technisch directeur fungeerde. Exact vijf maanden na zijn aanstelling werd Kostic effectief vervangen door Muscat. STVV pakte onder het bewind van Kostić 10 op 24 in de Jupiler Pro League.